# قائمة إيالات الدولة العثمانية

الإيالات الشرقيَّة لِلدولة العُثمانيَّة سنة 1803م.

اعتمدت الدولة العُثمانيَّة بدايةً من فتح القُسطنطينيَّة سنة 1453م تقسيماً إداريّاً من خمس مُستويات، وجعلت التقسيم الإداري الأعلى فيها هو «الإيالة» وجمعُها «إيالات»، وقد اشتهرت هذه أيضاً خِلال فترةٍ من الفترات باسم «البكلربكيَّات» ومُفردها «بكلربكيَّة» أو «البشالك» ومُفردها «بشلك»، وكان الخطاب الرسمي العُثماني يُسمِّي إيالات الدولة «إيالات الممالك المحروسة» (بالتُركيَّة العُثمانيَّة: إيالات ممالك محروسة) واختصاراً «الإيالات المحروسة» أو «الممالك المحروسة»، وعُرفت كذلك باسم «إيالات الدولة العليَّة» (بالتُركيَّة العُثمانيَّة: إيالات دولت عليَّه). اقتبس العُثمانيُّون تسمية «الإيالة» من اللُغة الفارسيَّة، التي تأثَّر بها التُرك نتيجة احتكاكهم مع الفُرس مُنذ أن اعتنقوا الإسلام، وكتبوا بها أغلب مؤلفاتهم الأدبيَّة والشعريَّة، على أنَّ الكلمة نفسها مُشتقَّة من العربيَّة من مصدر «آلَ». قسَّم العُثمانيُّون كُل إيالة إلى أقسامٍ إداريَّةٍ أًصغر يُعرف كُلٌ منها بِالـ«سنجق» وعلى رأسه «سنجق بك» أو «أمير لواء» أو «أميرالآي»، وكُل سنجق قُسِّم إلى «أقضية» على رأس كُلٌ منها «قائممقام»، وكُل قضاء يُقسم إلى نواحٍ على رأس كُلٍ منها مُدير، والنواحي إلى قُرى وبلدات ومُدن. وكان الصدر الأعظم هو المسؤول عن تعيين الوُلاة على رأس كُل إيالة، وكان كُل والٍ يُلقَّب بِـ«الباشا»، ويجمع بين يديه السُلتطين التنفيذيَّة والقضائيَّة، فكان هو حاكم الإيالة باسم السُلطان الذي هو خليفة المُسلمين، وكان أيضاً ناظر ماليَّة الإيالة، وصاحبُ شُرطتها، وناظرُ قضائها، وأميرُ الجيش المُرابط فيها. وكان لِبعض الإيالات منصب أميرُ بحارٍ نظرًا لِأهميَّة ثُغُورها ودورها في صناعة الأساطيل والجهاد البحري، وكان هذا الأمير يُعرف باسم «القُبطان باشا أو قُبطان البحار» (بالتُركيَّة العُثمانيَّة: قپودان پاشا أو قپودان دریا).
وقد حلَّت بعض الإيالات في المرتبة الأولى من حيثُ الأهميَّة عند الدوائر الحاكمة في إستانبول نظراً لِأهميَّتها الاستراتيجيَّة أو السُكَّانيَّة أو الدينيَّة أو الاقتصاديَّة، مثل مصر وبغداد والحبشة والأناضول والروملِّي، ثُمَّ تلتها في الترتيب سائر الولايات مُرتبة بِحسب أقدميَّة فتحها. ثم استُبدل نظام الإيالات بِنظام «الولايات» خِلال عهد السُلطان عبدُ العزيز خان بن محمود، في الفترة التي اشتهرت باسم «عهد التنظيمات في السلطنة العُثمانيَّة».

## الإيالات
| اسم الإيالة                                       | خريطة | المركز (وفق التسمية الشائعة آنذاك)                | السناجق | سنة التأسيس | سنة الزوال | اليوم هي جُزءٌ من                                                                  |
| ------------------------------------------------- | ----- | ------------------------------------------------- | --- | ----------- | ---------- | -------------------------------------------------------------------------------- |
| إيالة الحبشة والحجاز الشريف حبش وحجاز شريف ايالتى |       | مصوِّع، ثُمَّ سواكن، ثُمَّ جدَّة                            | 10 سناجق: قصر ابريم، سواكن، حرقيقو، مصوِّع، زيلع، جدَّة، اليمن (انفصلت لاحقًا)، نجد، مكَّة المُكرَّمة، المدينة المُنوَّرة                                                                                   | 1554م       | 1872م      | السودان · إرتريا · السعودية · جيبوتي · الصومال                                   |
| إيالة اليمن يمن ايالتى                            |       | المُخا                                             | 3 سناجق: المُخا، أبو عريش، مصوِّع | 1517م       | 1872م      | اليمن · السعودية                                                                 |
| إيالة الأحساء احسا ايالتى                         |       | الأحساء                                           | 9 سناجق: العُيُون، البادية، التُهيميَّة، الجُبيل، المُبرَّز، القيصريَّة، بندر عُزير، الجرهاء، المُنيزلة | 1560م       | 1670م      | السعودية · قطر · الكويت                                                          |
| إيالة البصرة بصره ايالتى                          |       | البصرة                                            | 3 سناجق: البصرة، العمارة، المُنتفق | 1538م       | 1862م      | العراق · الكويت                                                                  |
| إيالة بغداد بغداد ايالتى                          |       | بغداد                                             | 18 سنجقًا: بغداد، الحلَّة، زُنج آباد، الرماحيَّة، قره طاغ، جنگ أوله، الجزاور، السماوة، طرتنگ، بيات، درنة، ده‌باد، أفست، قرنة ده، دمير قبو، قره نية، كيلان، الصاح                                      | 1535م       | 1864م      | العراق · إيران                                                                   |
| إيالة شهرزور شهر زور ايالتى                       |       | كركوك، ثُمَّ السُليمانيَّة                              | 22 سنجقًا: صاروجك، أربيل، كسنان، شهر بازار، جنگ أوله، جبل حمرين، خزر مردود، الحوران، مركارة، خزير، رودين، تيلتاري، صباح، زنجير، آجب، أبروماز، پاك، پرتلي، بيكاس، أوشني، قلعة غازي، شهرزور       | 1554م       | 1862م      | العراق · إيران                                                                   |
| إيالة الموصل موصل ايالتى                          |       | الموصل                                            | 4 سناجق: بجوانلي، تكريت، أسكي موصل، هارد | 1535م       | 1864م      | العراق                                                                           |
| إيالة الرقَّة رقَّه ايالتى                            |       | أورفة                                             | 8 سناجق: جماسة، خربوط، دير الرحبة، بني ربيعة، سُرُوج، حرَّان، الرقَّة، الرها | 1586م       | 1864م      | سوريا · تركيا                                                                    |
| إيالة دمشق شام شريف ايالتى                        |       | دمشق                                              | 11 سنجقًا: القدس الشريف، غزَّة، الكرك، صفد، نابلس، عجلون، اللجون، البقاع، تدمُر، بيروت، صيدا (انفصلت لاحقًا)                                                                                        | 1517م       | 1865م      | سوريا · لبنان · فلسطين · الأردن · إسرائيل                                        |
| إيالة صيدا صيدا ايالتى                            |       | صفد ثُمَّ صيدا ثُمَّ عكَّا                                | 8 سناجق: صيدا، صفد، عكَّا، بيروت، صُور، نابلس، الناصرة، طبريَّا | 1660م       | 1864م      | لبنان · فلسطين · إسرائيل                                                         |
| إيالة طرابُلس الشَّام طرابُلس شام ايالتى              |       | طرابُلس الشَّام                                      | 5 سناجق: طرابُلس الشَّام، حماة، حِمص، السلميَّة، جبلة | 1579م       | 1864م      | لبنان · سوريا                                                                    |
| إيالة قبرص قبرص ايالتى                            |       | الأُفقسيَّة                                          | 16 سنجقًا: طُزلا، اللمسون، پيسكوپة، گيلان، إوديم، الماغوصة، كرپاس، طاغ، طاغيرمنليك، باف، قوقلة، خيرصوفي، أومورفي، ميسريَّة، قرنة، الأُفقُسيَّة                                                         | 1571م       | 1748م      | قبرص · قبرص الشمالية                                                             |
| إيالة حلب حلب ايالتى                              |       | حلب                                               | 5 سناجق: حلب، معرَّة النُعمان، بالس، عُزير، كلس | 1534م       | 1864م      | سوريا · تركيا                                                                    |
| إيالة ذو القدريَّة ذو القدريَّه ايالتى                |       | مرعش                                              | 4 سناجق: مرعش، ملطيَّة، عنتاب، قارص مرعش | 1522م       | 1864م      | تركيا                                                                            |
| إيالة أضنة اطنه ايالتى                            |       | أضنة                                              | 7 سناجق: أضنة، طرسوس، علائية، سيس، پياس، أنامور، سلوقية | 1608م       | 1865م      | تركيا                                                                            |
| إيالة قرمان قره مان ايالتى                        |       | قونية ثُمَّ قيصريَّة ثُمَّ قونية                          | 7 سناجق: قونية، نيغدة، قيصريَّة، قر شهر، بك شهر، آق سراي، آق شهر | 1483م       | 1864م      | تركيا                                                                            |
| إيالة الأناضول اناطول ايالتى                      |       | أنقرة ثُمَّ كوتاهية                                  | 15 سنجقًا: كوتاهية، خُداونگار، بولي، قسطموني، قره سي، سُلطان أوني، صاروخان، قره حصار صاحب، الحميد، أنقرة، قانقري، آيدين، تكَّة، مُنتشا، بك بازاري                                                    | 1393م       | 1841م      | تركيا                                                                            |
| إيالة سيواس سيواس ايالتى                          |       | أماسيا ثُمَّ توقات ثُمَّ سيواس                          | 7 سناجق: سيواس، أماسيا، جانيق، ديوريجي، عرب گير، چوروم، بُزق | 1398م       | 1864م      | تركيا                                                                            |
| إيالة طرابزون طرابزون ايالتى                      |       | طرابزون                                           | 8 سناجق: طرابزون، گُموشخانة، جانخة، ويتزة، گونيو، باطوم، غيرسون، لازستان | 1598م       | 1867م      | تركيا · جورجيا                                                                   |
| إيالة أرضروم ارضروم ايالتى                        |       | أرضروم                                            | 16 سنجقًا: أرضروم، قره حصار، كيفي، پاسين، إسپير، خانيس، ملاذكرد، تكمان، كوزودجان، تورتوم، ليجنگرد، معمار، كماخ، مادن، أرزنجان، گُموشخانة                                                         | 1533م       | 1867م      | تركيا                                                                            |
| إيالة ديار بكر ديار بكر ايالتى                    |       | آمد                                               | 17 سنجقًا: آمد، ماردين، سنجار، الرُها، سيورك، چرميك، عُثمانيَّة، خربوط، عرب گير، كيغي، چمشكزك، الموصل (انفصلت لاحقًا)، الهيت، دير الزور، الرحبة، عين سنجقي، البيرة                                   | 1515م       | 1867م      | تركيا · العراق · سوريا                                                           |
| إيالة وان وان ايالتى                              |       | وان                                               | 20 سنجقًا: وان، بدليس، خيزان، حكَّاري، خوش آپ، گواش، زريكي، شروي، مُكوس، شيطاق، آلباق، إسپاكخرد، إرجيش، كيشان، عادل جواز، آغا كيس، بارگري، ضياء الدين، صوماي، هٰرون                                 | 1548م       | 1864م      | تركيا · إيران                                                                    |
| إيالة قارص قارص ايالتى                            |       | قارص                                              | 6 سناجق: قارص، إردخان، خُجُجان، زاروشاد، قاغزمان، قجخران | 1580م       | 1875م      | تركيا                                                                            |
| إيالة چلدر چلدر ايالتى                            |       | چلدر ثُمَّ آخيصكة ثُمَّ أولطي                           | 12 سنجقًا: أولطي، خربوص، آردنج، خاجرك، أردخان، پوستخي، مهجل، عجره پنبك، پورتكرك، لوانه، نُصف آوان، شوشاد                                                                                         | 1578م       | 1845م      | تركيا · جورجيا                                                                   |
| إيالة قسطموني قسطمونى ايالتى                      |       | قسطموني                                           | 4 سناجق: كوكالي، بولي، ورانت شهر، سينوپ | 1827م       | 1864م      | تركيا                                                                            |
| إيالة خُداوندگار خُداوندگار ايالتى                  |       | بورصة                                             | 8 سناجق: بورصة، قره حصار صاحب، كوتاهية، بيله جك، بيجة، قره سي، إردك، آيواليك | 1827م       | 1867م      | تركيا                                                                            |
| إيالة أنقرة انقره ايالتى                          |       | أنقرة                                             | 4 سناجق: قيصريَّة، بُزق، أنقرة، جانقري | 1827م       | 1864م      | تركيا                                                                            |
| إيالة آيدين آيدين ايالتى                          |       | أيدين ثُمَّ سميرنا                                   | 5 سناجق: صاروخان، سميرنا، آيدين، مُنتشا، دنيزلي | 1827م       | 1864م      | تركيا                                                                            |
| إيالة جُزُر البحر الأبيض جزاير بحر سفيد ايالتى      |       | گاليپولي وميديلِّي                                  | 12 سنجقًا: گاليپولي، ميلوس، صيغلة، كارليلي، سانتورين، نكشة، قولة، آغريبوز، إينه بختي، المورة، ميزستري، كوجه إيلي.                                                                               | 1535م       | 1864م      | تركيا · اليونان                                                                  |
| إيالة الروملِّي روم ایلی ايالتى                     |       | أدرنة ثُمَّ صوفيا ثُمَّ مُناسطر                          | 17 سنجقًا (أوائل القرن التاسع عشر الميلاديّ): مُناسطر، سالونيك، تيرخالة، الإسكندريَّة، أوخري، أولونية، قسطنديل، إلبسان، پيرزرن، دوكاجين، أُسكوپ، دلوينة، ولجرتين، قولة، آلاجه حصار، يانية، سمندريوو. | 1365م       | 1867م      | تركيا · ألبانيا · البوسنة والهرسك · بلغاريا · اليونان · مقدونيا · صربيا · كوسوفو |
| إيالة المورة موره ايالتى                          |       | كورنث ثُمَّ نافپلیون ثُمَّ طرابُلس الروم                 | 12 سنجقًا: المورة، أناوارين، أركادية، آينابختي، بالِّيبادرا، گاستوني، ميسولونغي، كوردوس، كورون، ميسيسترة، مودون، پيرگوس                                                                           | 1661م       | 1829م      | اليونان                                                                          |
| إيالة البوسنة بوسنه ايالتى                        |       | سراي بوسنة ثُمَّ بانية لوكا ثُمَّ سراي بوسنة ثُمَّ تراونيك | 7 سناجق: سراي بوسنة، زوورنيك، تراونيك، بیهاچ، يݣي بازار، بانية لوكا، الهرسك. | 1580م       | 1867م      | البوسنة والهرسك · كرواتيا · صربيا · الجبل الأسود                                 |
| إيالة كانيجه كانیژه ايالتى                        |       | كانيجه                                            | 9 سناجق: كانيجه، سيكتوار، کُپان، واپُوو، شيکلوش، نداج، بلاطين، پچوي، پوجيگا. | 1600م       | 1690م      | كرواتيا · المجر · سلوفينيا                                                       |
| إيالة بودين بودين ايالتى                          |       | بودا                                              | 9 سناجق: بودا، سيرمة، سمندرة، سكچاي، شيمونتورنة، إستولني بلغراد، إسترگون، موهاچ، پچوي. | 1600م       | 1690م      | سلوفاكيا · المجر · كرواتيا · صربيا                                               |
| إيالة أویوار اویوار ايالتى                        |       | أویوار                                            | 6 سناجق: ليفة، نوگراد، خولوق، بوياق، شاشوار، ليترة. | 1663م       | 1685م      | سلوفاكيا · المجر                                                                 |
| إيالة أغر اگیر ايالتى                             |       | أغر                                               | 7 سناجق: أغر، سگدين، سُنلوق، سيچن، هاتوان، نوگراد، فيلكة. | 1596م       | 1687م      | المجر · سلوفاكيا · صربيا                                                         |
| إيالة وارد وارد ايالتى                            |       | وارد                                              | 5 سناجق: وارد، سلنطة، دبرچن، خلماش، شن كوي. | 1660م       | 1692م      | رومانيا · المجر                                                                  |
| إيالة طمشوار تمشوار ايالتى                        |       | طمشوار ثُمَّ يانووة                                  | 3 سناجق: طمشوار، سيرمة، سمندرية. | 1552م       | 1716م      | رومانيا · صربيا · المجر                                                          |
| إيالة سیلیسترة سیلیستره ايالتى                    |       | سیلیسترة ثُمَّ أوزي                                  | 6 سناجق: نیقوپولي، چرمن، ويزه، قرقلر ايلي، آق كرمان، ويدين. | 1593م       | 1864م      | تركيا · بلغاريا · رومانيا · مولدوفا · أوكرانيا                                   |
| إيالة كفة كفه ايالتى                              |       | كفة                                               | 6 سناجق: كفة، آق كرمان، بندر، قلعة آچى، زانة، قنبورن. | 1568م       | 1774م      | أوكرانيا · روسيا · مولدوفا                                                       |
| إيالة كمانيچه كمانيچه ايالتى                      |       | كمانيچه                                           | 4 سناجق: كمانيچه، بار، مجيبوجي، يازلوفچة. | 1672م       | 1699م      | أوكرانيا                                                                         |
| إيالة كريت گريد ايالتى                            |       | ربض الخندق                                        | 5 سناجق: خانية، رسمو، ربض الخندق، إسفاكية، لاشيط. | 1646م       | 1867م      | اليونان                                                                          |
| إيالة مصر مصر ايالتى                              |       | القاهرة                                           | 13 سنجقًا: المُنُوفيَّة، قليوب، الغربيَّة، المنصورة، الشرقيَّة، البحيرة، الجيزة، الفيُّوم، أطفيح، الأشمونين، منفلوط، البهنسا، جرجا                                                                        | 1517م       | 1867م      | مصر · السودان · ليبيا · فلسطين · إسرائيل · الأردن · السعودية                     |
| إيالة طرابُلس الغرب طرابُلس غرب ايالتى              |       | طرابُلس الغرب                                      | 6 سناجق: بنغازي، طرابُلس الغرب، الخُمس، الجبل الأخضر، جزيرة غربي، فزَّان | 1551م       | 1864م      | ليبيا                                                                            |
| إيالة تُونُس تُونُس ايالتى                            |       | تُونُس                                              | 5 سناجق: تُونُس، المنصورة، صفاقس، الكنائس، المطويَّة | 1574م       | 1881م      | تونس                                                                             |
| إيالة الجزائر جزاير غرب ايالتى                    |       | الجزائر                                           | 4 سناجق: الشرق، الغرب، التيطري، دار السُلطان | 1515م       | 1830م      | الجزائر                                                                          |

## معرض خرائط وصُور

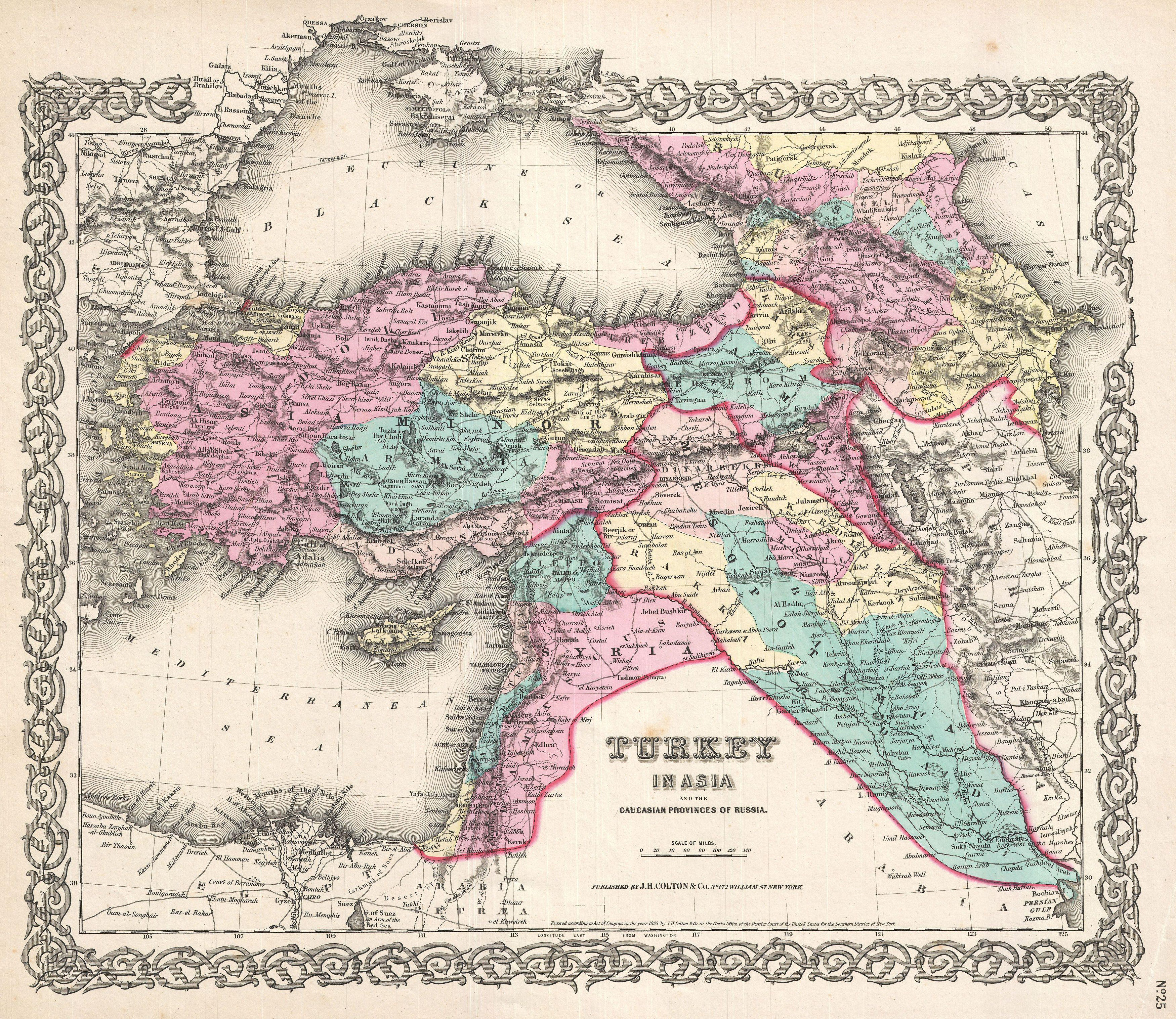
الإيالات العُثمانيَّة الآسيويَّة سنة 1855م
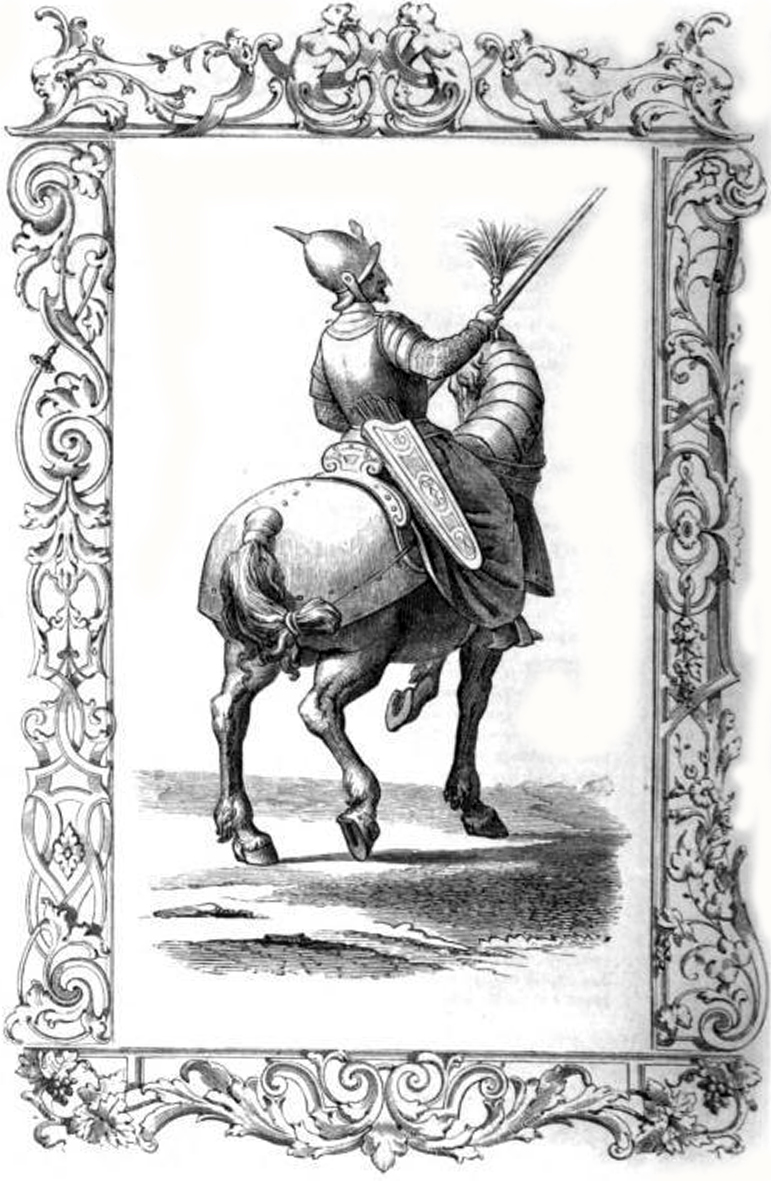
بكلربك إيالة الأناضول
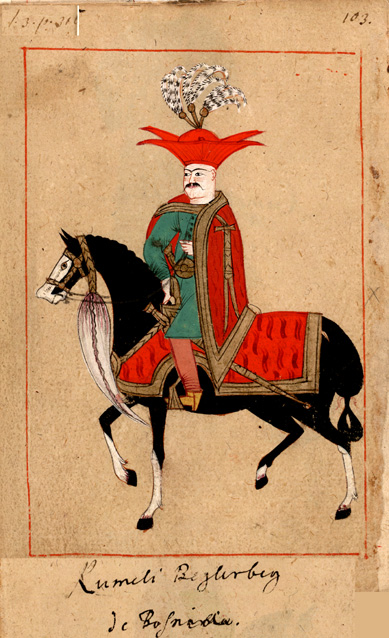
بكلربك إيالة البوسنة
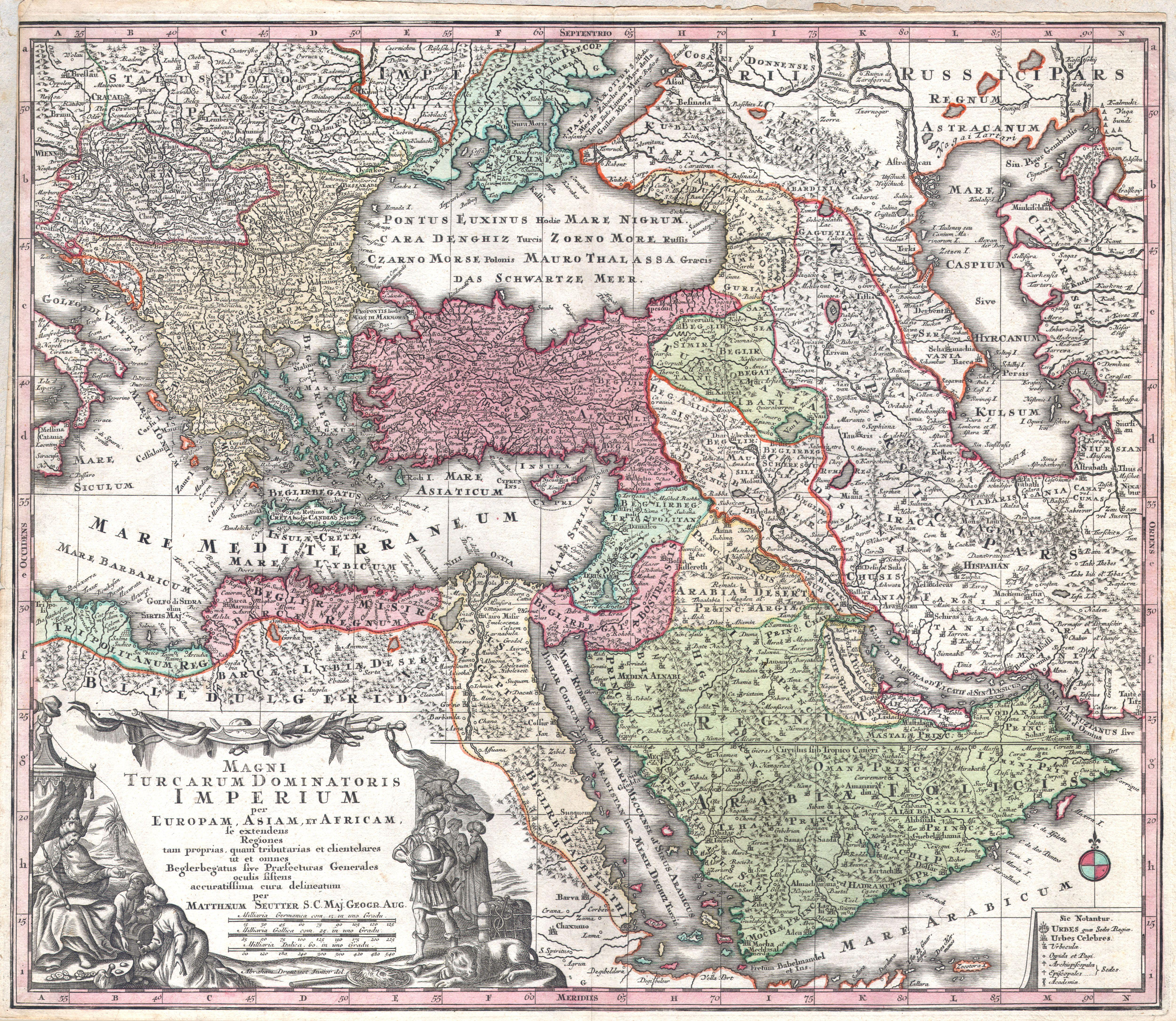
خريطة الإيالات العُثمانيَّة سنة 1730م
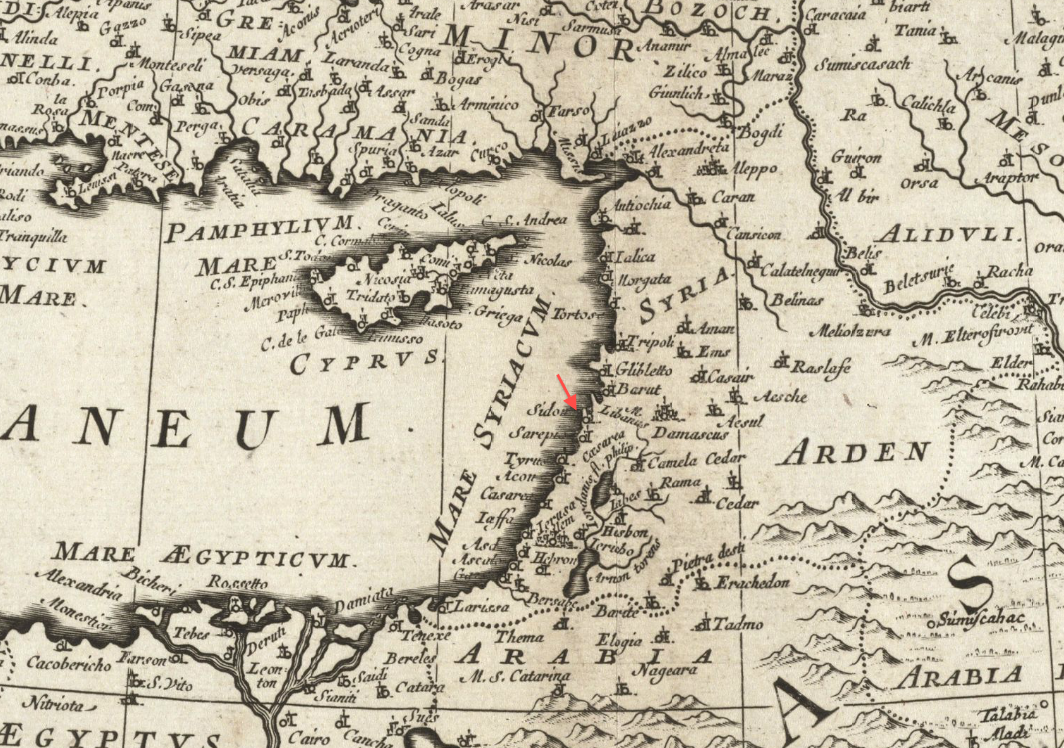
خريطة «إمبراطوريَّة التُرك» وعليها إشارة لِإيالة صيدا

### بِاللُغة العربيَّة
1. ↑  "تعريف ومعنى إيالة في معجم المعاني الجامع - معجم عربي عربي". قاموس المعاني. مؤرشف من الأصل في 9 يوليو 2018. اطلع عليه بتاريخ 14 كانون الثاني (يناير) 2017م. {{استشهاد ويب}}: تحقق من التاريخ في: |تاريخ الوصول= (مساعدة)
2. ↑  صابان، سُهيل (1421هـ - 2000م). المُعجم الموسوعي للمُصطلحات العُثمانيَّة التاريخيَّة. الرياض: مطبوعات مكتبة الملك فهد الوطنية. ص. 45. ISBN:9960001490. {{استشهاد بكتاب}}: تحقق من التاريخ في: |سنة= (مساعدة)

### بِلُغاتٍ أجنبيَّة
1. 1 2  The empires and cities of Asia (1873) by Forbes, A. Gruar. Page 188 نسخة محفوظة 15 يناير 2017 على موقع واي باك مشين.
2. ↑  A handbook of Asia Minor. Naval Staff. Intelligence Department. 1919. ص. 203. مؤرشف من الأصل في 2017-03-12.
3. ↑  Ozbaran، S. (1997). "Ḳapudan Pas̲h̲a". The Encyclopedia of Islam, New Edition, Volume IV: Ira–Kha. Leiden and New York: BRILL. ص. 571–572. ISBN:90-04-05745-5. مؤرشف من الأصل في 14 أبريل 2020. اطلع عليه بتاريخ أكتوبر 2020. {{استشهاد بموسوعة}}: تحقق من التاريخ في: |تاريخ الوصول= (مساعدة)
4. ↑  Çelebi, Evliya. Trans. by von Hammer, Joseph. Narrative of travels in Europe, Asia, and Africa in the seventeenth century, Vol. 1, p. 90 ff. Parbury, Allen, & Co. (London), 1834. نسخة محفوظة 05 مايو 2016 على موقع واي باك مشين.
5. ↑  Bethwell Allan Ogot (1 يناير 1992). Africa from the sixteenth to the eighteenth century. UNESCO. ص. 145. ISBN:978-92-3-101711-7. مؤرشف من الأصل في 2020-01-25. اطلع عليه بتاريخ 2013-06-01.
6. ↑  David Lea؛ Annamarie Rowe (2001). A political chronology of Africa. Taylor & Francis. ص. 403. ISBN:978-1-85743-116-2. مؤرشف من الأصل في 2019-05-02. اطلع عليه بتاريخ 2013-06-01.
7. ↑  Siegbert Uhlig (2005). Encyclopaedia Aethiopica: D-Ha. Otto Harrassowitz Verlag. ص. 951. ISBN:978-3-447-05238-2. مؤرشف من الأصل في 2019-06-26. اطلع عليه بتاريخ 2013-06-01.
8. ↑  A. Viquesnel (1868). Voyage dans la Turquie d'Europe: description physique et géologique de la Thrace. Bertrand. ص. 148. مؤرشف من الأصل في 2020-01-11. اطلع عليه بتاريخ 2013-06-01.
9. ↑  Almanach de Gotha. Annuaire diplomatique et statistique pour l'aneé 1867. p. 829. نسخة محفوظة 16 يناير 2017 على موقع واي باك مشين.
10. ↑  Skene، James Henry (1851). The three eras of Ottoman history, a political essay on the late reforms of Turkey. Chapman and Hall. ص. 76. مؤرشف من الأصل في 2020-01-11. اطلع عليه بتاريخ 2013-02-25.
11. ↑  Mandaville، Jon E. (1 يوليو 1970). "The Ottoman Province of al-Hasā in the Sixteenth and Seventeenth Centuries". Journal of the American Oriental Society. ج. 90 ع. 3: 486. DOI:10.2307/597091.
12. ↑  Sir Paul Rycaut (1686). The History of the Present State of the Ottoman Empire. C. Brome. ص. 102. مؤرشف من الأصل في 2020-04-14. اطلع عليه بتاريخ 2013-06-02.
13. 1 2 3 4 5  Evliya Çelebi؛ Joseph von Hammer-Purgstall (1834). Narrative of Travels in Europe, Asia, and Africa in the Seventeenth Century. Oriental Translation Fund. ص. 90. مؤرشف من الأصل في 2019-12-10. اطلع عليه بتاريخ 2013-06-26.
14. ↑  John Macgregor (1850). Commercial statistics: A digest of the productive resources, commercial legislation, customs tariffs, of all nations. Including all British commercial treaties with foreign states. Whittaker and co. ص. 12. مؤرشف من الأصل في 2019-12-17. اطلع عليه بتاريخ 2013-06-01.
15. ↑  Gábor Ágoston؛ Bruce Alan Masters (1 يناير 2009). Encyclopedia of the Ottoman Empire. Infobase Publishing. ص. 526. ISBN:978-1-4381-1025-7. مؤرشف من الأصل في 2019-06-26. اطلع عليه بتاريخ 2013-06-01.
16. ↑  Macgregor، John (1850). Commercial statistics: A digest of the productive resources, commercial legislation, customs tariffs, of all nations. Whittaker and co. ص. 12. مؤرشف من الأصل في 2019-12-09. اطلع عليه بتاريخ 2013-02-25.
17. 1 2 3 4 5 6 7 8 9 10 11 12 13 14 15 16 17  Commercial statistics: A digest of the productive resources, commercial... By John Macgregor، صفحة. 12, في كتب جوجل
18. ↑  System of universal geography founded on the works of Malte-Brun and Balbi — Open Library (p. 647) نسخة محفوظة 12 أغسطس 2016 على موقع واي باك مشين.
19. 1 2 3 4 5 6 7 8 9 10 11 12 13 14 15  Orhan Kılıç, XVII. Yüzyılın İlk Yarısında Osmanlı Devleti'nin Eyalet ve Sancak Teşkilatlanması, Osmanlı, Cilt 6: Teşkilât, Yeni Türkiye Yayınları, Ankara, 1999, ISBN 975-6782-09-9, p. 95. (بالتركية)
20. 1 2 3 4 5  The Competitive Geography، صفحة. 342, في كتب جوجل By Robert Johnston
21. ↑  Dr. Abdülmecit Mutaf. Salnâmelere Göre Karesi (1847-1922), (2003) Zağnos Kültür ve Eğitim Vakfı, sf.17,18.
22. 1 2  The three eras of Ottoman history, a political essay on the late reforms of ...، صفحة. 75, في كتب جوجل By James Henry Skene
23. ↑  The three eras of Ottoman history, a political essay on the late reforms of ...، صفحة. 74, في كتب جوجل By James Henry Skene
24. ↑  Macgregor, John. Commercial Statistics: A Digest of the Productive Resources, Commercial Legislation, Customs Tariffs, Navigation, Port, and Quarantine Laws, and Charges, Shipping, Imports and Exports, and the Monies, Weights, and Measures of All Nations. Including All British Commercial Treaties with Foreign States 2 ed., Vol. II, p. 12. Whittaker and Co. (London), 1850. Accessed 10 September 2011. نسخة محفوظة 17 ديسمبر 2019 على موقع واي باك مشين.
25. ↑  Orhan Kılıç, XVII. Yüzyılın İlk Yarısında Osmanlı Devleti'nin Eyalet ve Sancak Teşkilatlanması, Osmanlı, Cilt 6: Teşkilât, Yeni Türkiye Yayınları, p. 104. (Ankara) 1999. ISBN 975-6782-09-9. (بالتركية)
26. ↑  The Penny cyclopædia of the Society for the Diffusion of Useful ..., Volume 25، صفحة. 393, في كتب جوجل — by George Long، Society for the Diffusion of Useful Knowledge
27. ↑  Birken, Andreas (1976). Die Provinzen des Osmanischen Reiches. Beihefte zum Tübinger Atlas des Vorderen Orients (بالألمانية). Reichert. Vol. 13. pp. 57, 61–64. ISBN:9783920153568.
28. ↑  Orhan Kılıç, XVII. Yüzyılın İlk Yarısında Osmanlı Devleti'nin Eyalet ve Sancak Teşkilatlanması, Osmanlı, Cilt 6: Teşkilât, Yeni Türkiye Yayınları, Ankara, 1999, ISBN 975-6782-09-9, p. 91. (بالتركية)
29. ↑  Kanije Eyalet نسخة محفوظة 05 مارس 2016 على موقع واي باك مشين.
30. ↑  Dr Dušan J. Popović, Srbi u Vojvodini, knjiga I, Novi Sad, 1990, page 201.
31. ↑  Narrative of travels in Europe, Asia, and Africa in the ..., Volume 1، صفحة. 90, في كتب جوجل By أوليا جلبي، جوزيف فون هامر-برجشتال
32. ↑  Macaristan'da Osmanlı Hakimiyetinin ve İdari Teşkilatının Kuruluşu ve Gelişmesi, Sadık Müfit Bilge نسخة محفوظة 08 نوفمبر 2015 على موقع واي باك مشين.
33. ↑  Narrative of travels in Europe, Asia, and Africa in the ..., Volume 1، صفحة. 92, في كتب جوجل By أوليا جلبي، جوزيف فون هامر-برجشتال
34. ↑  Halil Inaldžik, Osmansko carstvo, Beograd, 2003, page 166.
35. ↑  Orhan Kılıç, XVII. Yüzyılın İlk Yarısında Osmanlı Devleti'nin Eyalet ve Sancak Teşkilatlanması, Osmanlı, Cilt 6: Teşkilât, Yeni Türkiye Yayınları, Ankara, 1999, (ردمك 975-6782-09-9), p. 91. (بالتركية)
36. ↑  John Macgregor (1850). Commercial statistics: A digest of the productive resources, commercial legislation, customs tariffs, of all nations. Including all British commercial treaties with foreign states. Whittaker and co. ص. 12. مؤرشف من الأصل في 2019-12-17. اطلع عليه بتاريخ 2013-06-02.
37. ↑  George Long (1843). The Penny Cyclopædia of the Society for the Diffusion of Useful Knowledge: v. 1-27. C. Knight. ص. 393. مؤرشف من الأصل في 2019-12-17. اطلع عليه بتاريخ 2013-06-02.
38. ↑  Orhan Kılıç, XVII. Yüzyılın İlk Yarısında Osmanlı Devleti'nin Eyalet ve Sancak Teşkilatlanması, Osmanlı, Cilt 6: Teşkilât, Yeni Türkiye Yayınları, Ankara, 1999, (ردمك 975-6782-09-9), p. 92. (بالتركية)
39. ↑  Agoston، Gabor؛ Masters، Bruce Alan (2009). Encyclopedia of the Ottoman Empire. Infobase Publishing. ص. 306. ISBN:978-1-4381-1025-7. مؤرشف من الأصل في 2016-09-29. اطلع عليه بتاريخ 2013-02-25.
40. ↑  Pavet de Courteille, Abel (1876). État présent de l'empire ottoman (بالفرنسية). J. Dumaine. pp. 91–96. Archived from the original on 2018-12-26.
41. ↑  Michael Winter (1992). Egyptian Society Under Ottoman Rule: 1517-1798. Routledge. ص. 20. ISBN:978-0-415-02403-7. مؤرشف من الأصل في 2016-06-17. اطلع عليه بتاريخ 2013-06-10.

## وصلات خارجيَّة
- موسوعة المُقاتل: نظام الحُكم في الدولة العُثمانيَّة. نسخة محفوظة 28 مايو 2015 at Archive.is
- الموسوعة الفلسطينيَّة: التقسيم الإداري لِسوريا في العهد العُثماني.
- فرانشيسكو سانسوڤينو (1583). الحُكومات وإدارة الممالك المُختلفة. ص. 43. مؤرشف من الأصل في 2020-01-25. اطلع عليه بتاريخ 2 حُزيران (تمُّوز) 2013. {{استشهاد بكتاب}}: تحقق من التاريخ في: |تاريخ الوصول= (مساعدة) يتضمَّن قائمة بِإيالات أو بكلربكيَّات الدولة العُثمانيَّة. (بالإيطالية)